# مقاطعة نوبل (إنديانا)
مقاطعة نوبل (بالإنجليزية: Noble County, Indiana)‏ هي إحدى مقاطعات ولاية إنديانا في الولايات المتحدة. تأسست سنة 1836، بلغ عدد سكانها 47536 نسمة في عام 2010 حسب إحصاء مكتب تعداد الولايات المتحدة وتصل الكثافة السكانية فيها 44.64 نسمة/كم2.

## وصلات خارجية
- United States Counties